# Enzo Basilio
Enzo Basilio, né le 3 octobre 1994 à Dijon en Côte-d'Or, est un footballeur professionnel franco-italien qui évolue comme gardien de but à l'AS Nancy-Lorraine.

## Biographie
Enzo Basilio est d'origine italienne, sa famille ayant des racines à San Severo dans les Pouilles. Il se déclare « grand fan de la Juventus » dans le quotidien Le Bien public.
En 2007, il intègre la deuxième promotion du pôle espoirs de Dijon, pour deux ans de préformation. Il y côtoie le futur international Kurt Zouma.

### Carrière professionnelle
Il fait ses débuts professionnels avec le Dijon FCO lors d'une défaite 3-0 en Coupe de la Ligue face au FC Lorient le 15 décembre 2015. Il passe la majeure partie de son début de carrière en tant que gardien de but suppléant à Dijon, avant quelques prêts à Quevilly-Rouen Métropole et Rodez. Après des saisons réussies à Concarneau en Championnat de France de football National, Basilio rejoint Guingamp en Ligue 2 BKT le 30 mai 2020.
Il dépasse les 100 matchs avec le club guingampais lors de la saison 2022-2023, et deviendra alors capitaine la saison suivante après le départ de Jeremy Livolant.